# Roadgames
Roadgames è un film del 1981 diretto da Richard Franklin.

## Trama
Il camionista Patrick Quid si convince che il guidatore di un furgoncino abbia ucciso una ragazza, e nel corso del suo viaggio per consegnare un carico di carne cerca di fare luce sulla vicenda. Ad accompagnarlo sono presenti il suo fedele dingo e una loquace autostoppista, Pamela, che tuttavia preferisce farsi chiamare Hitch. L'uomo scoprirà infine che i suoi sospetti avevano del fondamento, e riuscirà a far arrestare il colpevole.